# Busan Open Challenger Tennis 2013
Il Busan Open Challenger Tennis 2013 è stato un torneo di tennis facente parte della categoria ATP Challenger Tour nell'ambito dell'ATP Challenger Tour 2013. È stata la 12ª edizione del torneo che si è giocata a Pusan in Corea del Sud dal 13 al 19 maggio 2013 su campi in cemento e aveva un montepremi di $75,000+H.

## Partecipanti singolare

### Teste di serie
| Nazionalità   | Giocatore          | Ranking* | Testa di serie |
| ------------- | ------------------ | -------- | -------------- |
| Taipei cinese | Lu Yen-hsun        | 71       | 1              |
| Slovacchia    | Lukáš Lacko        | 73       | 2              |
| Israele       | Dudi Sela          | 107      | 3              |
| Russia        | Alex Bogomolov Jr. | 111      | 4              |
| Giappone      | Gō Soeda           | 114      | 5              |
| Giappone      | Tatsuma Itō        | 122      | 6              |
| Australia     | Matthew Ebden      | 134      | 7              |
| Giappone      | Yūichi Sugita      | 138      | 8              |

- Ranking al 6 maggio 2013.

### Altri partecipanti
Giocatori che hanno ricevuto una wild card:
- Chung Hye-on
- Lee Duck-hee
- Lim Yong-kyu
- Nam Ji-sung

Giocatori che sono passati dalle qualificazioni:
- Laurynas Grigelis
- Yuichi Ito
- Dane Propoggia
- Jose Rubin Statham

## Partecipanti doppio

### Teste di serie
| Nazionalità | Giocatore          | Nazionalità | Giocatore          | Ranking* | Testa di serie |
| ----------- | ------------------ | ----------- | ------------------ | -------- | -------------- |
| Thailandia  | Sanchai Ratiwatana | Thailandia  | Sonchat Ratiwatana | 150      | 1              |
| India       | Purav Raja         | India       | Divij Sharan       | 217      | 2              |
| Austria     | Philipp Oswald     | Svezia      | Andreas Siljeström | 238      | 3              |
| Sudafrica   | Rik De Voest       | Australia   | Chris Guccione     | 238      | 4              |

- Ranking al 6 maggio 2013.

### Altri partecipanti
Coppie che hanno ricevuto una wild card:
- Chung Hye-on /  Nam Ji-sung
- Im Kyu-tae /  Lee Hyung-taik
- Jeong Suk-young /  Lim Yong-kyu

## Vincitori

### Singolare
Dudi Sela ha battuto in finale  Alex Bogomolov Jr. con il punteggio di 6–1, 6–4.

### Doppio
Peng Hsien-yin /  Yang Tsung-hua hanno battuto in finale  Jeong Suk-young /  Lim Yong-kyu con il punteggio di 6–4, 6–3.